# Герман, Макс
Макс Герман (нем. Max Herrmann; 14 мая 1865, Берлин — 17 ноября 1942, концлагерь Терезин) — немецкий литературовед и театровед.

## Биография
Родился в еврейской семье. После окончания школы с 1884 года изучал немецкую филологию и историю в университетах Фрайбурга, Гёттингена и Берлина. С 1891 года преподавал в Берлинском университете, с 1903 года — профессор. В 1923 года возглавил новосозданный Институт театроведения при Берлинском университете.
С приходом к власти нацистов отправлен в отставку из-за еврейского происхождения, депортирован в концентрационный лагерь Терезин, где и умер 17 ноября 1942 года.
Главный труд Германа, «Исследования по истории немецкого театра Средних веков и Ренессанса» (1914), заложил основу германского театроведения, придав ему социологическую направленность. В дальнейшем, вплоть до последних лет жизни, Герман работал над книгой «Развитие профессионального театра в древности и в Новое время» (нем. Die Entstehung der berufsmässigen Schauspielkunst im Altertum und in der Neuzeit); после ареста Германа рукопись книги была сохранена его ученицей Рут Мёвиус и опубликована ею в 1962 году.
В 1920-х годах Герман, наряду с Всеволодом Мейерхольдом и Константином Станиславским, был избран почётным членом отдела истории и теории театра Государственного института истории искусств в Петрограде.
Жена — Хелен Герман, урождённая Шлезингер — филолог, убита в июле 1944 года в Освенциме.

## Сочинения
- Исследования по истории немецкого театра Средних веков и Ренессанса = Forschungen zur deutschen Theatergeschichte des Mittelalters und der Renaissance. — Санкт-Петербург : Изд-во Российского гос. ин-та сценических искусств, 2017. — 582, [1] с. : ил. ISBN 978-5-88689-123-2